# Edman
En antroponimia, Edman es una variante de Edmundo, nombre de origen germánico que significa «el que defiende sus bienes», según algunos también significa «el que defiende su tierra». Posiblemente llegó a la península ibérica con la invasión de los visigodos. Sin embargo, es posible que se haya españolizado el nombre del santo inglés «Saint Edmund».
La Iglesia católica le consagra el 16 de noviembre. San Edmundo fue un rey del este de Inglaterra (Estanglia) que luchó contra los vikingos. Al negarse a cambiar de religión, es asesinado en 870.
- Datos: Q5818746